# 天外魔境 第四の黙示録
『天外魔境 第四の黙示録』（てんがいまきょう だいよんのもくしろく）は、1997年1月14日にハドソンから発売されたセガサターン（以下SS）用コンピュータゲームソフト。ジャンルはロールプレイングゲーム（RPG）。英語表記によるタイトルは『FAR EAST OF EDEN The Apocalypse IV』。
2006年7月13日にPlayStation Portable（以下PSP）用ソフトとして移植された。

## 概要
PCエンジンを中心に展開していた天外魔境シリーズの第8作目。「西洋人から観た誤った日本観」をコンセプトとするジパングを舞台としたこれまでのシリーズと異なり、本作では「日本人から観た誤った西洋」をコンセプトとしたアメリカを舞台としており、それにホラーテイストを加味した作品となっている。
宗教論、戦争論等も含めた、極めてメッセージ性の高い作品として知られる。
「第四の黙示録」というタイトルは、当時PC-FXで発売予定であった『天外魔境III NAMIDA』を踏まえたシリーズの4作目として命名。当初は新シリーズとして『第五の黙示録』『第六の黙示録』といった続編の構想もあったという。
豪華声優陣が演じる個性豊かなキャラクターや、アニメ手法によるストーリーテリングなど、シリーズの特色を引き継ぎつつ、従来作品ではプログラムでアニメーション処理していたデモシーンをムービー化するなどセガサターンのスペックを活かした作品となっている。『カブキ伝』より引き継がれた挿入歌の要素や、SFC用ソフト『天外魔境ZERO』に引き続き採用された「PLGS（Personal Live Game System）」によって、セガサターン本体の内蔵時計（リアルタイムクロック）を利用して現実の日付と連動するイベントなど、過去のシリーズ作に引き続き搭載されたシステムも特徴の一つである。「冒険の数だけ」が流れるOPムービーはタイトル画面をボタンを全く押さずに放置していると流れるようになる。
ワルシャワ・フィルハーモニック・オーケストラが管弦楽演奏を担当している。
映画を操るような感覚でストーリーが展開していくことを特徴としており、プロモーション用のポスターも映画を意識したものとなっている。

## ストーリー
1893年、見習い魔物ハンターの雷神は師匠のレッド・ベアに連れられニューオリンズの街にやってきた。子供たちを柵の内側に隔離している不思議な街…。そこにはエデンの火と呼ばれる祭壇があった。エデンの火は平和の象徴としてその聖なる光でアメリカを照らしていた。しかし、近年、この周囲で魔物が増え始めているという。一説にはエデンの火自身が魔物を生み出しているとも…。
6年後の1899年、雷神は行方不明になってしまった師匠のレッド・ベアからの手紙を受け取り、探索のためアラスカへと向かった。

## PSP版での追加、変更点
PSP版では追加要素として新規OPムービー、ニューヨーク編のシナリオが追加されているほか、画面の表示比率をハードに合わせ、16：9のワイド表示となっている。シナリオの主な追加部分としてSS版では戦闘のみであった獣神ロゴスと相手取るニューヨーク編と、その最中で禅剛とエースが火の紋章を発現させて火の勇者に目覚めるイベントがある。また、新規OPムービーもSS版と同様に全くボタンを押さずにタイトル画面を放置していると流れる。
その他PSP版の追加、変更要素は以下の通り。
- オプションのセーブコマンドからいつでもどこでもセーブができるため、「真実の書」というセーブポイントがなくなった他、1つのメモリースティックに20のセーブデータを作成できるようになっている[3]。
- エピソード追加に伴い、メリーランドという新たなエリア、新たなエリアボス、既存のザコ敵の色違いバージョン[4]、が追加された。
- 一部敵キャラクターのデザインが変更された。
- エンディング後の後日談が、サターン版ではこれまで雷神たちが出会ってきた人物に焦点が当てられたものになっていたが、PSP版では雷神、夢見、夕能、エース、禅剛といった主要人物に焦点を当てたものになっている。またそれに合わせて新たに音声が新録されている。
- 奥義を使用しボスに止めを刺すムービーが削除された。
- 都来の芸者ロボの操作説明のセリフがPSPの○×□△ボタンに合わせて、音声が新録されている。
- 要塞アラモのセガサターンパッド型だった操縦桿が十字キーに変更された。
- 後述のタイアップ商品の削除。
- 「インディアン」という単語が差別用語にあたるとして該当部分が削除、あるいは「赤き民」に置換された。
- ニューヨーク編において、赤い雨が降った後サターン版ではビマーナの停泊しているエリアまで戻ることができたのに対し、PSP版では戻ることができないようになっている。またイベント後のエリアで敗北した際の復活ポイントも変更されている[5]。
- 夢見の奥義「運命の輪」が削除されている。
- エースの奥義「怒りの鉄拳」、禅剛の奥義「侍魂」、魔法「クロック[6]」「ジョスペル」が追加されている。
- 夕能の奥義「白鷹の舞」の説明に誤りがあり、敵全体に大ダメージとなっているが実際には自分の減ったHP分のダメージを与える。
- 奥義の効果説明の表現が「小ダメージ（旧：半分のダメージ）」「中ダメージ（旧：通常ダメージ）」「大ダメージ（旧：2倍ダメージ）」に変更されている。
  - 雷王波の説明が敵一体に中ダメージとなっているが、正しくは1.5倍ダメージ。
- 通常ザコ戦闘曲が短縮されたものとなっている。
- 戦闘中に表示されるメッセージがほとんど省略されている他、一部敵のアニメーションが削除されている。
- ラージスケールにおけるキャラクターの移動時のアニメーションの速度が遅くなっている[7]。
- ラスベガスで再視聴できる映画ムービー『マントー』シリーズ及び『炎とともに去りぬ』の再生仕様が変更されている。
  - サターン版では、ラスベガスをディスク1で訪れた場合は『マントー』シリーズが、ディスク2で訪れた際には『炎とともに去りぬ』が再生される仕様となっている。
  - PSP版では、ストーリー中で『炎とともに去りぬ』を見た所までストーリーを進めた場合、ラスベガスで『マントー』シリーズが見られなくなってしまう。
- ジグソーパズルのミニゲームにおいて、パズルピースの種類と完成する絵の組み合わせが変更されている[8]。
- エンディングテーマ「二人のHAPPY END」が『天外魔境 第四の黙示録 ヴォーカル・セレクション』に収録されているバージョンに変更されている。

## 戦闘システム
戦闘は従来のPCエンジン版『天外魔境シリーズ（カブキ伝を除く）』のようなファーストパーソンビューになっているが、敵キャラが動くアニメーションを施している。また、ボスキャラクターのHPが0になると、いずれかの味方キャラクターが止め技を出すアニメーションムービーが挿入される。パーティが全滅してもゲームオーバーにならず、最後に立ち寄った宿屋に戻される（一部例外あり）。雷神が戦闘不能に陥った場合はパーティに生き残りが居ても敗走となり全滅と同じ扱いになる。
戦闘に勝利してもお金は手に入らず代わりに牙、毛皮、種、歯車、宝石等の獲物が手に入る。それをモンスターギルドで売却する事でお金を得られる。
攻撃
装備した武器を使い敵に攻撃する。装備している武器によって戦闘時の攻撃演出が変化する。ゴースト系の敵は霊体のため、雷神と星夜以外武器による攻撃が当たらない（属性付与効果がある武器は例外）。
奥義
主に戦闘中にTPを消費して使う特殊技。属性攻撃やステータスアップ、ダウン、状態異常など様々な効果を持つ。こちらは全員がゴースト系の敵にダメージを与えられる。また特定のメンバーが二人揃っている事で使える強力な合体奥義も存在する。合体奥義名はスターゲイトやエデンの東など実在映画のタイトルをそのまま使っている。レベルではなくストーリーを進める事で使える奥義が増えていく。
魔法
魔法アイテムマナの壺を手に入れ、各地のインディアン村にいる酋長から魔法の種を壺に入れてもらう事で使えるようになる。HP回復や味方ステータスの上昇、敵ステータスの下降、移動などの補助効果が主な種類となっている。敵に対して効果を持つ種類以外は移動中、戦闘中どちらでも使用可能。魔法を使うにはMPを消費するが戦闘中にどんな魔法でもよいので一度使用すると、戦闘終了後にMPが全回復する。

## モンスター
暗黒教団によって汚されたエデンの火から生み出され、雷神達に襲い掛かってくる魔物。本作はシンボルエンカウント方式のため基本は汚れた紫（青の場合は霊体の魔物）の炎を模した見た目となってエリアマップやダンジョンを徘徊しており触れると戦闘に突入する。
ビースト、プラント、ゴースト、マシーン、デビルの五種類に分類される。火、水、雷、地、風、闇、光の7種類の属性どれかを弱点に持つ者もいる。100種類以上存在するが形が同様の色違いはいない。モンスターギルドの依頼によって出現する強力な賞金首モンスターも各地に存在する。

## 登場人物
英語や英単文からもじって付けられた名前の人物が多く、ゲーム中でも数例は原文がそのまま登場するなどしている。例として雷神は「RIZING」、夕能は「You know」など。

### パーティキャラクター（メイン）
雷神（らいじん）（声：関智一）
本作の主人公。普段は物静かだが、その内面には常に激しい闘志を秘めている魔物ハンター。捨て子であり、幼い頃から伝説の魔物ハンター・レッドベアに育てられる。左肩に「火の紋章」を持っている。戦闘では剣術がメインだが、奥義は魔法銃を使用する。雷王波や霊光波など雷や光の属性を持つ技が多い。16歳。
夢見（ゆめみ）（声：桜井智）
本作のヒロイン。サムの双子の妹で雷神とは幼なじみ。純情可憐で心優しい少女。不思議な夢を見ることができ、数奇な運命に導かれ雷神と行動を共にするようになる。ストーリーの重要なカギ握っている。ストーリー中盤で暗黒教団の象徴である「666」の獣の刻印を左胸に受けてしまうが、後にこれを克服し、刻印を火の紋章に変える。12歳。
小月院禅剛（しょうげついんぜんごう）（声：中嶋聡彦）
ジパングかぶれのアメリカ人。東部の田舎町（メリーランド州のボルチモア）で肉屋を経営していたがサムライへの憧れを断ち切れず、妻ジュリア（声：久川綾）と2人の子供ルース（声：坂本千夏）とミカ（声：金月真美）を残して蒸発、放浪の旅に出る。見よう見まねで剣技を身に付け、格好も着流しに袴と草履、髷も結っており見た目はサムライらしくなっている。モンタナに日本庭園を建てており一般公開もしている。もっとも、庭園の中を見る限り禅剛が基本的にジパングに関する全ての事柄を勘違いしているのがわかる(アメリカ人が持つ誤った日本観そのもので溢れている)。情に厚く涙もろい。尻に自分で描いた偽物の火の紋章を持つ。雷神と出会った当初は大柄な見た目とは反して臆病であり戦いから逃げ出す、口先だけで調子の良い事ばかり言う頼りない性格だったが、ストーリーが進むにつれてコメディ要員から徐々に真のサムライらしい姿となっていく。奥義は紙切りや水芸など使える技から、握りっ屁や腹芸など味方にマイナス効果を与えるものまで様々。PSP版の追加シナリオにおいて、真の火の紋章を自らの意思で目覚めさせた際には、胸の中央に発現し、侍魂という最終奥義を習得する。35歳。
夕能（ゆうのう）（声：笠原弘子）
野性的で男勝りなインディアンの麗しき女戦士。一人称は夕能。「インディアン　嘘つかない」という風な助詞を抜かした言葉遣いで話す。シアトルで生まれ育ち、かつてはスカー・ウルフ、ロウ・ドッグと共にシアトルの3戦士と呼ばれる村の希望の星であったが、村人が夕能の常人を超える力を恐れ始めたため、現在はイエローストーンの山奥に一人で暮らしている。右胸に火の紋章があり、暗黒教団によってそれを悪魔の印と信じ込まされ悩んでいる。雷神と出会う事で火の紋章の本当の意味を知り、自分の中の魔物（強い力）を飼いならすため共に旅に出る。旅の中でかつての仲間達と敵対し、結果倒さねばならない運命を背負うが、その悲しみを強さに変える強い意志と心を持っている。戦闘では斧や弓を使用し、奥義は水、大地など自然の力を使った攻撃や、試練によって会得した獣の力を自身に宿す技も操る。17歳。
エース／チェリー・アープス（声：山口勝平）
普段は気弱な保安官チェリー・アープス。しかし、ひとたび仮面を身につけると、正義のアメリカンヒーロー・エースに変身。派手で女好き、お調子者で常に自分が一番でないと気が済まない性格になる。『天外魔境II 卍MARU』で登場し、『天外魔境 風雲カブキ伝』では主役を務めたカブキ団十郎の子孫にあたり、バカ笑いをした顔はカブキにそっくりである。カブキが後にアメリカに渡った際に、多くの女性と関係を持った結果の子孫の一人。戦闘では二丁拳銃を使う。奥義は銃を使うもの以外にロデオやロープなどカウボーイに因んだ技がある。PSP版の追加シナリオでは、獣神ロゴスに仮面が弱点だとバレてチェリー・アープスに戻ってしまうが、夕能とビリーに活を入れられ、額に「火の紋章」を浮かび上がらせ、「怒りの鉄拳」という最終奥義を習得する。18歳。

### パーティキャラクター（サブ）
レッド・ベア（声：森山周一郎）
アメリカ中に知れ渡った伝説の魔物ハンター。60歳。両親を亡くした幼い雷神を引き取り、父として、また師匠として雷神を魔物ハンターとするべく全てを伝授してきた。強い者に対する厳しさと、弱い者に対する優しさを持っている。純銀のブリザードがアンカレッジの村を襲った際に子供をかばい深手を負ったため結果的に敗れ捕らわれの身となる。生かされはしたものの衰弱してしまい、ブリザードが倒された後に雷神に未来を託して息を引き取る。
星夜（せいや）（声：緒方恵美）
黒ずくめの服装に水色の髪を持つ男。穏やかな口調で話し雷神を導く運命論者。アラスカで雷神と出会い、隠された能力を引き出してくれる。その後幾度も雷神の前に現れ(時にはドラクロアの作った夢の中にまで)力を貸してくれる。謎の多い人物だが出会った人間からすぐに認められるカリスマ性を持ち、雷神からもレッド・ベアに次ぐ「第二の師匠」と認められている。戦闘で霊体系のモンスターに通常攻撃でダメージを与えられるのは、雷神と星夜だけである。外見は28歳ほどだが実際の年齢は不明。偉大なるカルベとは面識があり、2000年以上前にも戦っているという話を聞く事が出来る。雷神たちがカルベに勝利した後、暴走したカルベ本体を食い止めるためその身を犠牲にするがエンディングで陰から雷神たちを見守る形で姿を現す。
ボブ（声：入道）
素朴だが熱い男で、レゲエを聞くと血が騒いで踊り出し、自分を押さえきれず暴れ出す。ボブはそれを魔物と恐れ、ジャマイカ一の格闘家であったにもかかわらず現在はメキシコでボブスレーのコーチをしている。同じく自身に魔物を宿す夕能の言葉により恐れていた自分の中の魔物と向き合い飼い慣らす決意をする。素手の格闘技で戦うため武器装備もバンデージやグローブである。28歳。
火門（かもん）（声：山寺宏一）
Dr.Mによって作られた忍者型ロボット。最初はDEVOの番人であるロボット3号という敵として現れるが、3度に渡る雷神達との戦いで受けたダメージで暗黒回路が破損し初期状態に戻った。そこでエースが冗談半分で言った「Dr.Mを倒してみろ」という命令を実行するため、雷神たちの仲間となる。火門という名前は、仲間になった際エースが早く来るように言った「カモン（come on）」という呼びかけが、識別コード名として登録されたもの。戦闘では刀と分身の術や火の鳥を放つ奥義を使う。Dr.Mの待つシアーズタワーではセキュリティトラップへの対処能力を遺憾なく発揮し雷神達をサポートする。タワー最上階でDr.Mを追い詰めるが、Dr.Mが持っていた笛で火門の暗黒回路が復元され再び敵となってしまう。戦いに敗れ悪あがきのようにクナイを四方八方に投げ倒れる。エースは火門の裏切りに幻滅するが、Dr.Mの究極破壊砲が発射時に爆発したのは刺さったクナイが原因であり、火門が自分たちを救ったのでは？と気付かせる。雷神達がDr.Mを倒した後は再び正気に戻るが、すでに身体は修復不可能な程破壊されていたためソルトレイクに眠る切り札のありかとロボットにも友達が出来た喜びを伝え爆散する。
NPC（声：横山智佐）
描いた絵が実体化する絵の具によって生み出された絵人間。プレイヤーがエディット機能による顔の作成と命名をすると仲間になる。自分の名前をうまく言う事が出来ない（当時は音声合成技術がゲーム分野では使われていなかったため、声優が一文字ずつ発声した音声で表現していた）。ソルトレイクシティ中の人間の体が青くなるという事件を解決するため原因となった絵本に入る能力を持っている。本の中にいるプップクプーを正気に戻し事件は解決したが、自身が流した喜びの涙による水で絵の具が溶けて消滅してしまう。絵人間が残した涙のしずくは虹の橋となり、ミズーリの壊れた橋を繋ぐことになる。

### 暗黒教団・審判の十二使徒
純銀のブリザード（声：三木眞一郎）
アラスカを支配する十二使徒の一人。パンクロッカーのような格好をしており、冷気を使った攻撃を得意としている。外見は20歳ほどの男性に見えるが、雷神との戦いで氷の擬似生命体である事が解る。「人は孤独に生まれ、孤独に死ぬ」など人間をやたらと見下す言動が目立つ。最後は雷神に倒され、雷神が火の勇者だと悟り、死亡した。
闇の恋人キャンディ（声：野上ゆかな）
モンタナを支配する十二使徒の一人。表の顔はポートランドの大人気アイドル歌手で、15歳（？）には見えない見事なプロポーションを誇る。人間の欲望を刺激し、集まったファンに「快楽光線」を浴びせ、獣化（犬）して手下にしている。猫がシンボルで、自身も猫を被った性格をしているが、深手を負った手下に容赦なく止めを刺す等、本性は惨忍。戦う前に「あたし、からだもすごいのよ？どう…見たくない？」と誘惑してくる。
千の顔のロン・テリー（声：矢尾一樹）
カリフォルニアを支配する十二使徒の一人。ヒゲにサングラス、咥えタバコが特徴。表向きはハリウッド・タイクーンとして映画のプロデューサーを行っている。しかし、オーディションで残った子供を集めて毒ガスで殺害しようとしたり、看板女優であったペグを死に追いやる等、悪魔の所業を裏で行っている。変装の達人で、列車の乗客や新聞売りなどに姿を変え、雷神達の前に何度か現れている。モデルはシリーズの生みの親で本作においても企画・監修を務めている広井王子。
マダム・アペティ（声：曽我町子）
アリゾナを支配する十二使徒の一人。ブタと人間を合体させたような顔をしている大変太った中年女性。エストラゴンという飼い猫をいつもそばに置いている。「食欲は人間の欲望で最も高貴なもの」として、トゥームストンの住人に無償で食事に招待している。しかしその裏では、アリゾナの住人をデブに変えて、その肉を缶詰にして暗黒教団に送っている。デブこそ至高と考えている故に、頭が良いことを「スマート」という事に我慢がならない。
鮮血のベラドンナ（声：松井菜桜子）
メキシコを支配する十二使徒の一人。長い金髪に真っ赤なドレスに身を包んだ美しい女性。メキシコシティで暗黒教団の集会を開き、参加者の心臓を抜き取ってゾンビ化させ支配下に置いている。抜き取った心臓から血を集め、アペティと同様に暗黒教団へ送っている。
狂楽のスカルビート（声：山寺宏一）
テキサスを支配する十二使徒の一人。モヒカンヘッドの骸骨頭。ダラスの住人を毎夜一人ずつ殺害する、アラモ内部で太陽十字軍を一人ずつ惨殺したりと、死神としてテキサスを死の恐怖で縛っている。彼の本拠地である移動要塞「ドクロ戦車」の内部はさながら人体模型のようになっている。
Dr.M（声：広川太一郎）
ミネソタを支配する十二使徒の一人。見た目はマッドサイエンティストな老人。太陽十字軍の移動要塞アラモを設計した天才科学者だが、ストーリーが進むと十二使徒としての本性を現す。機械による人間の支配を目論み、人間を退化させ、鶏のような家畜「ネオ・キャトル」にしてしまう機械DEVOを発明する。Dr.M自身もサイボーグで、車と人型ロボットが合体したような姿をしている。セリフの各所に広川のアドリブが入っており、このゲームで最も文字と声が一致しないキャラである。
TVマン（声：神代知衣）
フロリダを支配する十二使徒の一人。小さな体躯に太った体、頭はテレビそのものである。テレビによる情報操作を行い、人々を洗脳するほか、「暗黒体操」で行動までも操っている。電気で動く普通のテレビと違い、TVマンは新鮮な人の魂を動力源にしている。
迷宮のドラクロア（声：井上喜久子）
ルイジアナを支配する十二使徒の一人。男装の麗人。怪しげな薬を用いて人間の脳内に侵入し、その精神を思うがままに操る。雷神、夢見、禅剛の精神の中に「脳内ダンジョン」を作り、それを「作品」と称している。
偉大なるカルベ（声：郷里大輔）
ミシガンを支配する十二使徒の一人。フォーマルな出で立ちと尖った耳、右目の眼帯が特徴。2000年前に絶対神であった存在で、十二使徒の中でも1,2を争う実力の持ち主。デトロイトの町に居城を構え、圧倒的な力と恐怖で支配しており、人々は抵抗する気力すら削がれている。一度目の戦いでは、闇の壁により攻撃を寄せ付けず、雷神たちを圧倒したが、二度目の戦いでは闇の壁を切り裂くアーロンの剣を用いられたことで倒され、火の勇者の力を思い知ることとなった。悪あがきとして、真の姿を解放して、雷神たちを追い詰めたが、星夜の力を振り絞った相打ちにより死亡した。
獣神ロゴス（声：石田弘志）
暗黒神殿でサネトモに召喚されて戦う十二使徒の一人。凶暴性を剥き出しにした巨躯な半獣人。PSP版では上述の追加要素でニューヨークを支配する十二使徒としても登場し、二度戦う事になる。
サネトモ（声：森本レオ）
十二使徒の首領で、暗黒教団のトップ。敵味方問わず、丁寧な口調で接する。6年前まではニューオリンズの洋館に封印されていたが、探検をしにきた雷神たちが起こした火事により、胸の杭が焼かれ封印が解けてしまう。その後、「人間の背負った罪を洗い流す」という名目で世界を赤い雨で洗い流そうと目論む。雷神の左頬の傷はサネトモが付けたもの。
絶対神（声：広瀬正志）
本作のラストボス。自由の女神の胎内に作られた暗黒神殿内でアリゾナで集めた肉、メキシコで集めた血など数多くの人間の血肉を糧に育ち、最後に捧げられたサネトモの命と夢見とサムを取り込み生誕する。

### その他
サム（声：折笠愛）
両親を魔物に殺され、ニューオリンズの「わんぱくハウス」で暮らしていた少年。夢見の双子の兄で雷神とも幼なじみ。気が強く見えるが実は臆病者。6年前の事件によりスカーウルフに保護されて一緒に旅をしていた時期があり、その間に強くなったことが旅中で二人に出会った少年から語られたものの、しばらくして行方不明となる。彼だけ「雷神」の発音が他の人物と異なっている。12歳。小説版では「沙夢（サム）」という表記になっている。
デイブ（声：佐々木望）
陽気で世話好き、カメラが好きな少年。夢見や雷神たちと幼なじみで、現在も「わんぱくハウス」のあったニューオリンズで暮らしている。子供時代は肥満児だったが現在はとある理由から痩せている。15歳。
マグー（声：大谷育江）
度の強いメガネをかけた、秀才タイプ。少年時代は少々生意気で一言多かったが、現在は太陽十字軍の一員として、暗黒教団と戦う勇敢なレジスタンスになっている。14歳。
都来（とらい）（声：坂本千夏）
本名ワン・モア・都来。陽気で人なつっこい中国人。雷神にいろいろ協力してくれるが、その実体はサンフランシスコ一の武器商人でチャイナタウンのボス。40歳。後になんの取り柄も感じなかったラスベガスに目をつけ、繁盛させるために雷神たちと別れる。
ミューリエ（声：小林優子）
アラスカのアンカレッジの村に住む少女。両親を魔物に殺されて以来心を閉ざしていたが、雷神が純銀のブリザードを倒した後に笑顔を取り戻す。
Mr.アシモト（声：矢尾一樹）
天外魔境シリーズに登場する足元を見たアコギな稼ぎ方をする極悪商人「足下兄弟」にそっくりな人物。今回はポートランドでキャンディのプロデュースを行い、グッズの販売等を行っている。ロン・テリーの変装パターンの一つであり、足下兄弟との関連性は不明。
チーフ・ブル（声：松尾銀三 ※PSP版では茶風林）
シアトルの酋長。普段はおちゃらけた言動が目立つが、仲間から疎んじられている夕能を案じたり、雷神に飛行アイテムであるイーグルの翼やマナの壺を与えたり、何かと協力してくれる人物。Dr.M同様、セリフにアドリブが目立つ。セリフの中に、現在では人種差別の観点から使用が自粛されている「インディアン」が含まれるため、PSP版では当該部分の変更と再アフレコが行われた。
ロウ・ドッグ（声：高木渉）
かつてシアトルの三戦士として夕能と腕を競い合った戦士だったが、白人に魂を売り渡しインディアンの誇りを失ってしまった。キャンディの犬に成り下がってからは獣化し、掃除屋のドッグとして夕能と和解しようとしていたインディアンの子供たちを洗脳し連れ去ってしまう。デビルスタワーで若者たちを獣化するキャンディの護衛として雷神達と戦う際に人間のままでは夕能の実力には及ばないという言葉から自身の劣等感もうかがえる。雷神達に敗れた事により獣化も解け正気も取り戻したが、月が出ればまた獣化してしまうためインディアンの誇りを失わない内に殺してくれと夕能に懇願する。やりとりを聞いていたキャンディに「お涙頂戴などまっぴら」とナイフを投げられ殺害される。「インディアンとして生き、インディアンとして死ぬ事」その誇りをドッグから奪ったキャンディは夕能の怒りに火をつける事になる。
マントーUSA（声：千葉繁）
天外魔境シリーズ皆勤賞の猿。ロン・テリーによってプロデュースされ、ハリウッドの人気スターとなった。レイク・タホの豪邸に住み、手下の猿を使って町を支配している。雷神達に懲らしめられた後、デスバレーで再び現れ、今度は巨大化したキング・マントーとなって雷神達と戦う事になる。マントーの主演映画は、レイク・タホとサンフランシスコのチャイナタウン、ラスベガスで観る事が出来る。
ミセス・フー（声：小林優子）
チャイナタウンに住む都来の妻。実はロン・テリーの手下で、都来をアルカトラズ刑務所に送りこんだ張本人。他にもチャイナシアター訪れた雷神達をもてなすフリをしてフィルムダンジョンに閉じ込める映画を見せるなど魔性の女っぷりを発揮する。
キャサリン（声：高乃麗）
夢見が付き人をしていた映画女優。夢見に対して何かと協力してくれる人物。夢見が不当逮捕された際、ロン・テリーに抗議しに行き、催眠をかけられ操り人形にされてしまう。その後の安否は不明。
ブッチ (声：石田弘志)
フェニックスのならず者一家、クリントン兄弟の長男。野蛮な性格で兄弟のリーダー格。アペティから力を授かった後はデブレンジャー・レッドに変身する。
アイク（声：中村大樹）
クリントン兄弟の次男。頭が切れる性格。兄のブッチとつるんでチェリーをからかったり、トゥームストンの門番をしている。デブレンジャー・ブルーに変身する。アペティがアリゾナを支配する前はスリムな体型だった。
ビリー（声：柴本浩行）
クリントン兄弟の末っ子。歳が離れた上の兄二人とは違い、正々堂々とした性格。雷神達との決闘を行う際に干草の中に仕掛けられている地雷の存在を事前にさりげなく教えたり、卑怯な事は好まない。デブレンジャー・グリーンに変身する。
リンダ（声：日高奈留美）
チェリーの保安官助手。トゥームストンの酒場地下でデブ達に「ヒーヒー言わされている」ところを雷神達に助けられる。その後、アペティ城に偵察に行った際、デブ化する食べ物を食べてしまい、ものすごく太ってしまった。「ヒーヒー言わされる事」とは、「水着のデブ4人におしくらまんじゅうをされる事」である。
カレン（声：江森浩子）
フェニックスの町に住む少女。Dと名乗る人物に「今夜、カレンを仲間にするべく参上する」という招待状を送られ脅えている。エースに惚れており、お嫁さんになるため日夜体を磨いている。
カスター将軍（声：有本欽隆）
太陽十字軍のリーダーで、孤児であったマグーを引き取り育てた保護者的存在でもある。スカルビートによって殺害される。
ロメロ館長（声：田中信夫）
メキシコシティにあるテカテ文明博物館の館長。テカテ文明に関する博学な知識を披露してくれる。お茶目な性格のため、着ぐるみ姿で現れる事もある。
スカー・ウルフ（声：上田祐司）
夕能の昔の恋人であり、シアトルの三戦士の一人。有名な魔物ハンターでA級の実力者。シアトルを6年前に旅立ち、洋館で行方不明になったサムを保護しながら旅をしていた。しかし、旅の途中でベラドンナに心臓を抜き取られたことで支配下に置かれ、闇の戦士バラムになり果ててしまう。狼を模した仮面を被っているため夕能は最初バラムの正体がウルフであると気付かなかった。メキシコシティの教会で眠らせた夕能の心臓をベラドンナに奪い取らせ、ピラミッドでは夕能を仲間に引き込もうとしたが説得する夕能に「自分はスカー・ウルフではなく闇の戦士バラムである」と返してしまい、かつての恋人スカー・ウルフではなくバラムであるなら戦えると一度はベラドンナの支配下に置かれかけた夕能の呪縛が消えてしまう。本来は温和な人物であり、夕能に敗れた際も全く恨まないどころか正気を取り戻し夕能に再び会えた事、スカー・ウルフとして死ねる事を感謝し夕能の腕の中で安らかに息を引き取った。その後、夕能が挑んだインディアナポリスの心の試練では幻影の敵として現れる。
チラム（声：矢田稔）
バラムと共にベラドンナに仕える闇の魔導師。黄金の仮面を被っており猫背の男。メキシコシティでベラドンナのゾンビ化儀式に侵入した雷神達を催眠術で眠らせてしまう。その際バラムだったスカー・ウルフがベラドンナに雷神達を殺さないよう頼んだ事で夕能が心臓を抜き取られるだけで済んだが、オアハカの村で再度雷神達を殺害しようとゾンビ達を率いて襲い掛かってくる。ボブの弱点がレゲエであると知っており、ラジカセからレゲエを流しボブを苦しめるがそれがボブに眠る魔物の力を呼び起こしてしまい「ジャー！ラスタファライ！」と半催眠状態で叫ぶボブの猛烈な蹴り技を受け殺されてしまう。
大統領（声：秋元羊介）
自由と平和を愛するアメリカ合衆国大統領。しかし、当の本人はすでに暗殺されており、ダラスのパレードに参加したのはDr.Mが作ったニセ大統領。
ブラウン博士（声：矢田稔）
本名ビル・ブラウン。アトランタに住むテレビを発明した科学者。自宅に自身が発明した様々なテレビ（主に失敗作）が置いてある。息子のティムをいじめっ子から助けたお礼に雷神達を自宅に泊めるが、TVマンが放送した火の一族を非難するドラマ「炎とともに去りぬ」を観た所為で態度が急変し、雷神達を家から追い出してしまう。
スチュワート（声：千葉一伸）
ソルトレイクシティに住む、自称天才画家。登場するキャラが意思を持つ絵本を描いたり、絵が実体化する不思議な絵の具を作ったり出来る不思議な人物。
アン・ソロジー（声：久川綾）
ラスベガスにあるトウィンクルスクールの女生徒で、三つ編み赤毛とそばかすが特徴。16歳。卒業後は雷神と同じく魔物ハンターになる。
ジェニー・ミード（声：深見梨加）
トウィンクルスクールの女生徒で、白衣とブロンドヘアーが特徴。22歳。非常に熱心な性格で研究に没頭しすぎる傾向がある。卒業後はブラウン博士の家に下宿し、雷神のために役に立つアイテムを色々と発明してくれる。
アリサ・スター（声：金月真美）
トウィンクルスクールの女生徒で、紫の長い髪とヘアバンドが特徴。19歳。遊ぶ事に命をかけ、勉強はあまり熱心ではない。卒業後は雷神とデートをしてくれる。
ノーマ・ジーン（声：原えりこ）
瓦礫の山と化したニューヨークで、ブロードウェイを目指し今日も広場で踊る女の子。
アダム (声：秋元羊介)
マンハッタンに行くための飛行船ビマーナを守る「人間が人間の肉で造った最初の人間」。フランケンシュタインのような風貌をしている。性格は慎ましい。火の都エデンで2000年間、雷神達が訪れるのをずっと待っていた。2000年前に「ご主人様（星夜）」、ユリワカと共にカルベと戦った。
芸者ロボ（声：江森浩子）
都来が開発したスキヤキタンク、サシミマリン、テンプラフライが合体した巨大芸者型ロボ。雷神達は彼女に乗り込み、キングマントーと戦うことになる。
ユリワカ（百合若）
インディアンから神と崇められる人物。ジパングからアメリカに渡り、雷神達火の一族の祖先にあたる。ゲーム中には名前しか登場しないが、彼が使用した装備は各地のインディアン聖地にあるユリワカの祭壇に奉られている。
レッドカンパニーのホームページに掲載された裏設定によると『天外魔境II』に登場する1000年前の火の勇者「松虫」の死に別れた彼氏であり、死んだと思われていたが、アメリカに流れ着きカルベと戦ったという設定が存在したという。

マーチン（声：高木渉）
PSP版の追加シナリオに登場。禅剛の妻・ジュリアの知人の男性。
漆黒のオルニス（声：深見梨加）
PSP版の追加シナリオに登場。獣神ロゴスの手下。獣毛を彷彿させる頭髪が特徴な野性的な風貌の女性。ワシントンのビース塔にて禅剛と対峙する。

## 劇中歌
「冒険の数だけ」
作詞：長山豊、作曲：笹川敏幸、編曲：根岸貴幸
歌：桜井智
「二人のHAPPY END」
作詞：広井王子・長山豊、作曲：笹川敏幸、編曲：多田彰文
歌：桜井智
「We want candy」
作詞：長山豊、作曲：笹川敏幸、編曲：岸村正実
歌：野上ゆかな
「暗黒だよ！ おっかさん」
作詞：長山豊、作曲：笹川敏幸、編曲：宮崎慎二
歌：神代知衣
「TVはなんでも知っている」
作詞：長山豊、作曲：笹川敏幸、編曲：宮崎慎二
歌：神代知衣
「Gロボ GET GLORY」
作詞：長山豊、作曲：笹川敏幸、編曲：根岸貴幸
歌：影山ヒロノブ
「デブ礼賛」
作詞：長山豊、作曲：笹川敏幸、編曲：多田彰文
歌：曽我町子

## タイアップ
本作品では他企業とのタイアップにより、ゲーム中の道具として実在の商品が登場する。
- 秋山食品（現・アキヤマ）
  - サクリコーン
  - メン子ゼリー
  - 1バンバン
- 井村屋
  - 井村屋肉まん
  - あんまん（説明書では「井村屋あんまん」）
  - ピザ肉まん（説明書では「井村屋ピザ肉まん」）

また、タイアップ商品として秋山食品から「天外魔境コーンスナック」、井村屋から「天外まん」が販売されていた。
なおPSP版では、これらの道具は削除されており、登場しない。

## スタッフ
セガサターン版のスタッフ

### メインスタッフ
- 企画・監修：広井王子
- 原作：P.H.チャダ
- 絵師：辻野寅次郎
- 企画（演出）：安部知也
- 企画（システム・バトル）：及川英紀
- 美術監督：松田泰一
- 美術設定：久保久
- 音楽：笹川敏幸
- 管弦楽編曲：根岸貴幸
- 管弦楽演奏：ワルシャワ・フィルハーモニック・オーケストラ
- 脚本：長山豊
- 監督：竹部隆司
- アシスタント・ディレクター：下田淳（RED）
- 制作・総指揮：工藤裕司

### プログラム
- メイン：松田建太
- チーフ：小林正和
- バトル：平川敬幸、鈴木光行、小坂恭洋、三上哲、木村和之
- ゲームプログラム：冨田昌秀、西本英樹、江崎諭、村田真由美、鈴木卓也、藤戸文博、鈴木宏知、高島哲治、土田大、瀬古憲治、杉林正俊、室越恭子、田畑昭一、永田淳夫、若林哲也、桶谷吉韻

### グラフィック
- 監修：松田泰一
- サポート：松浦浩司
- 町マップチーフ：長山真希
- 町マップ：中山貴秀、東明彦、田畑有香子、伊原朱美、上嶋利英、加藤和美、下田和恵、岩脇哲英（ADS）、西川勝久（ADS）、中村伸一（ADS）
- ダンジョンマップチーフ：関口暁信
- ダンジョンマップ：稲葉将栄、佐藤茂、錦木千昌、高橋康明、松田美和、松田真理、森田菜麻、柳沢学、佐々木伸（ADS）、大谷達也（ADS）、守山智幸（ADS）、向井由美（ADS)
- フィールドマップ：山本次行
- 室内マップチーフ：笠原敏秀
- 室内マップ：新田実穂、吉田美穂
- サブゲーム：小倉英之、越後正一、幸田高明、永沢希句子、小林雅樹、藤本佳代、林浩司
- 美術設定：久保久、桑原元司、蟹江則宏、丸山浩平、福岡三希子、小笠原弘乃
- キャラクターチーフ：渡辺直樹
- キャラクター：武者匡彦、永井美咲、多田知美、角谷みか、矢野祐治、杉上弘美、稲井田麻由、蒲原正裕、西浦悦史（ADS)、本間寧（ADS)、和島広治（ADS)、沼田剛幸（ADS）、山口美佳（ADS)

### バトル
- バトルシステム・デザイン：山根朝郎
- モンスターコンバートチーフ：藤井康博
- モンスターコンバート：大竹浩史、小林美鈴
- エフェクト：角谷篤志
- サブゲーム：高坂和史
- システム：木本浩之
- 監修アシスト：新田実穂

### CG
- バトルモンスター：関島俊文、芳賀覚
- イベントムービー：滝山仁

### ムービー
- 監修：辻野寅次郎
- 作画監督：平山智
- 作監補：清水義治
- 美術設定：横山幸博
- 演出/絵コンテ：森脇真琴
- 色彩設定：黒柳朋子
- 設定補：柳沢美佐（RED）、水谷謙之介（RED)、佐々木桃子（RED)
- 原画：伊藤誠、大久保修、大道博政、奥山憲史、加野晃、神原敏昭、桑野佳子、後藤典子、佐藤徹、佐藤浩雅、菖蒲隆彦、杉山京子、須藤昌朋、田村一彦、土肥真子、長野伸明、橋本勝己、東出太、福島史士、細山正樹、松田宗一郎、山本天志
- 制作：家入多佳文（RDE)、柳内一彦（キョクイチ東京ムービー）
- 進行：後藤洋輝（キョクイチ東京ムービー）、久保雄輔（キョクイチ東京ムービー）
- ムービー・ディレクター：家入赤福（RED)、水野祥司、吉見直人
- ムービー編集：蒲原仁

### サウンド
- 作編曲・音楽監督：笹川敏幸
- REMIX & DJ：山本裕直
- プログラマー：井上大介、遠藤稔、八幡浩暢、船橋譲
- オペレーター：古屋拓道
- 管弦楽演奏：ワルシャワ・フィルハーモニック・オーケストラ
- 管弦楽編曲：根岸貴幸
- 効果音：成田修、嶋倉一朗
- 音響効果：井上雅明、坂東章平
- MA：冨井昭次、横山達夫、高橋卓二
- 技術：高橋克昇、星恵太、岩淵貴幸、岡秀樹
- 進行：滝本利昭、佐藤昭洋、五十嵐真理
- 挿入歌レコーディングプロデューサー：斎藤裕二、三井啓介

### 広報・協力・サポート・スペシャルサンクスなど
- 広報：梶野竜太郎、関根聖子、宮崎順子、久保亨（RED)、荒木ひろみ（RED)
- 進行：石川雅子
- ディレクター：白水薫里、高野俊哉
- プロデューサー：香月薫児、土井信一、小林正樹（RED)
- デバッグ：武田真由美、中川剛、小松哲也、門馬一孝、伊藤昌章、佐々木拓朗、田中洋輔、笹谷めぐみ
- 協力：秋山食品、アニマル屋、イマジン、井村屋、APU、キョクイチ東京ムービー、ジョーダウン、凸版印刷、ワルシャワ・フィルハーモニック・オーケストラ
- システムサポート：小林敬樹、出村孝彦、三枝博器、平葭琢磨、下村孝光、日野清治、伊藤智春、長沢昌彦
- スペシャルサンクス：本迫芳夫、太田宏之、松下和裕、ウィルソン・リッチ・国彦、渡辺達光、小坂晃弘、岡田寿夫、山口もと、五嶋一人、堀井敏輝、板垣史彦、石原真澄（ADS)、西谷忍（ADS)、丹波由起（ADS)、朱田志保（ADS)、大辻貴志（ADS)、山崎朝子（ADS)
- エグゼクティブプロデューサー：中野忠博、猪狩寛、山村喜美夫
- 制作・著作：HUDSON SOFT、RED

## 関連作品
本作に直接関係する作品のみ。シリーズ作品やそれらの関連作品は「天外魔境」および各ゲームタイトルの記事を参照。

### 書籍
『天外魔境 第四の黙示録 公式設定資料集』（1997年1月27日発売、アスペクト）
本作（サターン版）の制作資料を収録した設定資料集。ISBN 4-89366-663-0。
『天外魔境 第四の黙示録 公式ガイドブック』（1997年3月12日発売、アスペクト）
本作（サターン版）の攻略本。ISBN 4-89366-671-1。
小説『天外魔境 第四の黙示録』（1997年8月15日発売、メディアワークス）
著者：松田篁・広井王子。ゲームが長大すぎるので、文庫本に収めるためキャラクターやシナリオの一部がカットされたが、不明部分に著者の推測・解釈が入れられてひとつの物語になっている。

### CD
『天外魔境 第四の黙示録 ヴォーカル・セレクション』（1997年2月10日発売、発売元：デジキューブ、販売元：ソニーレコード）
本作で使用されたボーカル曲と夢見（桜井智）の語りが収録されている。
『天外魔境 第四の黙示録 オリジナル・サウンド・トラック』（1997年2月21日発売、発売元：デジキューブ、販売元：ソニーレコード）
本作に使用されたBGMを収録したサウンドトラック。CD2枚組。
『天外魔境 第四の黙示録 Premium Compact Disk』
限定配布CD。夢見役である桜井智とサネトモ役である森本レオによるドラマCD「暗黒夜会」、サネトモ・夢見による留守番メッセージ、モーニングコールが収録されている。

## ラジオ
本作発売前に、タイアップ番組としてAMラジオ放送（キー局は文化放送）で、1996年10月4日から1997年3月28日まで毎週金曜日21時から21時30分に『天外魔境〜無国籍食堂（であいのちゃや）』が放送された。パーソナリティは山口勝平と桜井智。全26回。
毎週ハドソンの広報担当者がゲーム内容を告知するコーナーや、リスナーからの投稿ハガキによって構成されたベーシックな内容となっている。また毎週本作に出演している声優がゲストとして訪れトークを行った。